# 阿尔塔塔玛二世
阿尔塔塔玛二世（约公元前14世纪前后在位）（英語：Artatama II）米坦尼国王。约于公元前14世纪前后篡夺图什拉塔之位，致使米坦尼动荡不安。后又与赫梯人发生冲突，不久米坦尼王位即为沙提瓦扎所取得。